# Wilberforce Strikers FC
Der Wilberforce Strikers Football Club, auch einfach nur Wilberforce Strikers genannt, ist ein Fußballverein aus Freetown, der Hauptstadt von Sierra Leone. Aktuell (Stand März 2024) spielt der Verein in der ersten Liga.

## Geschichte
Der Verein wurde 2006 als Central Parade Football Club gegründet. 2022 wurde der Verein in Wilberforce Strikers Football Club umbenannt.

## Stadion
Der Verein trägt seine Heimspiele im MK Field Angola Town in Freetown aus.